# 成層圏飛行船
成層圏飛行船（せいそうけんひこうせん、Stratospheric airship）とは成層圏を巡航する飛行船のこと。世界中のさまざまな機関が研究・開発中である。米国の高高度飛行船は成層圏の最下層のあたりの飛行を狙ったもので飛行実験を行っている。実用で運用されている例はまだ存在しない。

## 想定用途
- 成層圏プラットフォーム
- 無線中継（TV、携帯電話、データ通信）
- 地球観測（地質調査、地震対策、気象観測、陸上と海上の自然環境調査）
- 管制（航空管制、船舶管制、高精度GPS）
- 軍事（偵察、ミサイル等の対空防衛、指揮命令の中継）

## 利点
- 定点
  - 静止衛星と異なり高緯度地帯でも真上に滞空が可能である
  - 移動を前提としたソーラープレーンでは時々によって通信状態や観測条件などが変る
- 常時性
  - 24時間365日いつでも利用できる　低軌道人工衛星では周回を待つ必要がありソーラープレーンでは頭上からいなくなる
- 高度
  - 衛星軌道よりかなり低いため、通信の遅延短縮や光学撮影画像の解像度向上
  - 地上付近での雨風といった気象の影響を受けない
- 費用
  - 製造コストと打ち上げ費用の両面で人工衛星より低価格が期待できる。
- 管制
  - 水平飛行するソーラープレーンでは航空管制に注意が求められる

## 課題
浮力と重量
成層圏では空気が薄く0.3～0.01気圧程度でしかないため、高度20km付近では浮力が地上の1/14程になる。非常に大きな気嚢とごく軽い船体が求められる。
気流
上空の一点に留まるには最大風速40～60m/sの気流に逆らう必要がある。10km（又は11km）～50kmが成層圏であるが、20km付近が気流が安定しているため選ばれている。
電力
推進力以外にも、多くの搭載機器への電力供給が求められる。今の技術では柔軟な気嚢による軟式構造船体と太陽電池パネルは相性が悪い。
気圧差
気嚢は成層圏では大きく膨らむため、上空での浮力確保の為の大きな気嚢と地上でのしぼんだ気嚢という全く異なる形状を1つの船体で実現することが求められる。
温度
0℃～-70℃の低温と、太陽光の直射による温度上昇にも耐えなければならない。
赤外線と紫外線
雲を含む大気層の遮蔽が弱いため、赤外線と強い紫外線に常時さらされる。
無人制御
自律飛行が求められ、軽度な障害においても独立して解決できなければならない。

## 技術
2008年現在の実現されつつあり利用される予定の技術を示す。
- 太陽電池と再生型燃料電池・二次電池による発電
- ポリアクリレート系の軽く強靭な繊維を気球膜材に採用して軟式構造の船体とする
- コンピュータ・プログラムによる自律飛行制御

## 研究

### 日本での研究
日本では以前に、成層圏プラットフォームの実現方法のひとつとして研究開発が行われたものと、産総研によるものとがあった。
- 郵政省・科学技術庁の共同での成層圏プラットフォームの開発計画
- 経済産業省の産業技術総合研究所の成層圏無人飛行船計画

### 海外での研究
- 高高度飛行船 - 米国防総省ミサイル防衛局がロッキードマーチン社と共同で開発中
- 韓国航空宇宙研究院の成層圏プラットフォーム開発研究
- 北京航空航天大学 - 2015年12月に試験飛行を実施